# やはぎ (護衛艦)
やはぎ（ローマ字：JS Yahagi, FFM-5）は、海上自衛隊の護衛艦。もがみ型護衛艦の5番艦。艦名は長野、岐阜、愛知3県を流れる「矢作川」に由来する。艦名は海上自衛隊内での募集検討を経て、岸信夫防衛相が決定した。
この名を受け継いだ日本の艦艇としては、旧海軍の筑摩型防護巡洋艦「矢矧」、阿賀野型軽巡洋艦「矢矧」に続き3代目にあたる（漢字が違うが、旧海軍の「矢矧」は、矢作川の旧称をあてている）。
本記事は、本艦の艦歴について主に取り扱っているため、性能や装備等の概要についてはもがみ型護衛艦を参照されたい。

## 艦歴
中期防衛力整備計画に基づく令和2年度計画護衛艦として、三菱重工業に発注され、2021年6月24日に三菱重工業長崎造船所で起工、2022年6月23日に「やはぎ」と命名され、進水した。艤装工事と海上公試を受けた後、2024年5月21日に就役し、護衛艦隊直轄第14護衛隊に編入され、舞鶴基地に配備された。
2025年4月21日、令和7年度インド太平洋方面派遣（IPD25）第1水上部隊として舞鶴基地から出港した。フィリピン共和国で実施された米比主催多国間共同訓練「バリカタン25」（同日～同年5月9日）に派遣されたもので、同年4月27日から29日にわたり多国間海上訓練に参加した。同年5月3日、南シナ海においてイギリス海軍哨戒艦「スペイ」、イタリア海軍フリゲート「アントニオ・マルチェリア」と日英伊共同訓練を実施した。同年5月15日、ジャカルタ沖においてインドネシア海軍コルベット「チュ・ニャ・ディン」と日インドネシア親善訓練を実施した。同年7月1日、舞鶴に帰港。

### 歴代艦長
進水時点では、クルー制導入のため艤装員長は決められなかった。
| 代 | 氏名     | 在任期間    | 出身校・期 | 前職 | 後職 | 備考 |
| -- | -------- | ----------- | ---------- | ---- | ---- | ---- |
| 1  | 田村真禎 | 2024.5.21 - |            |      |      |      |

## ギャラリー

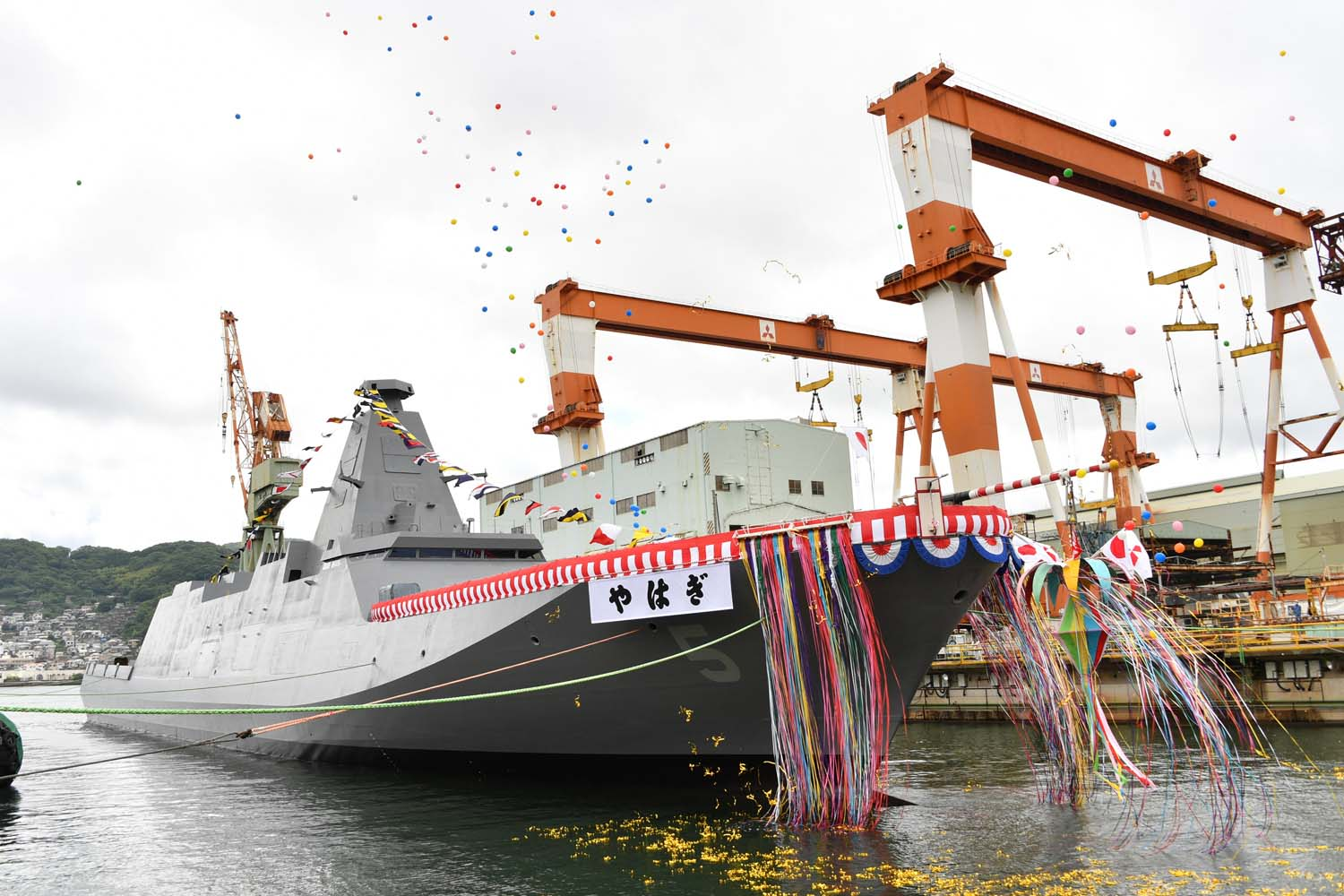
「やはぎ」の進水式の様子。
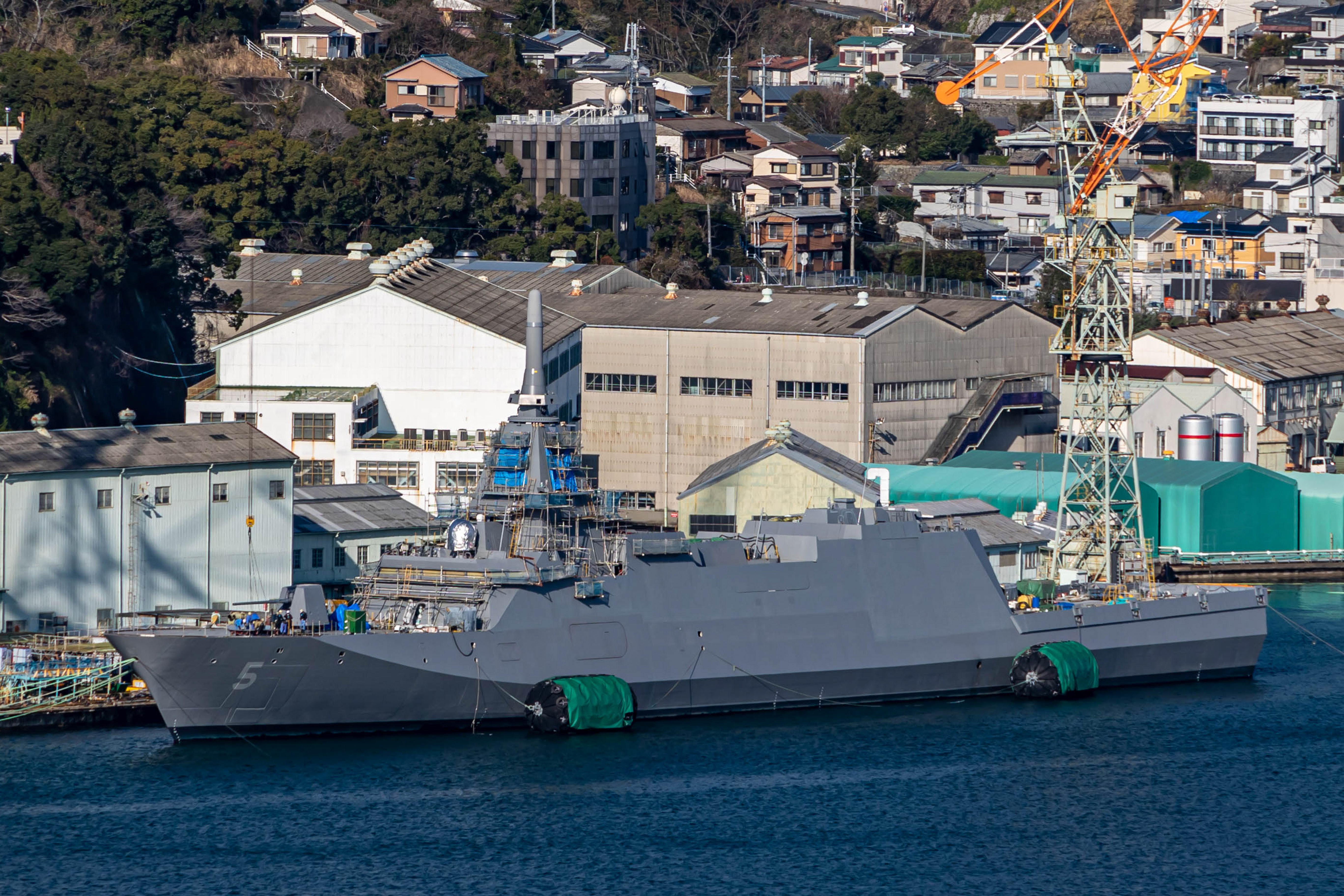
三菱重工業長崎造船所で艤装中の「やはぎ」
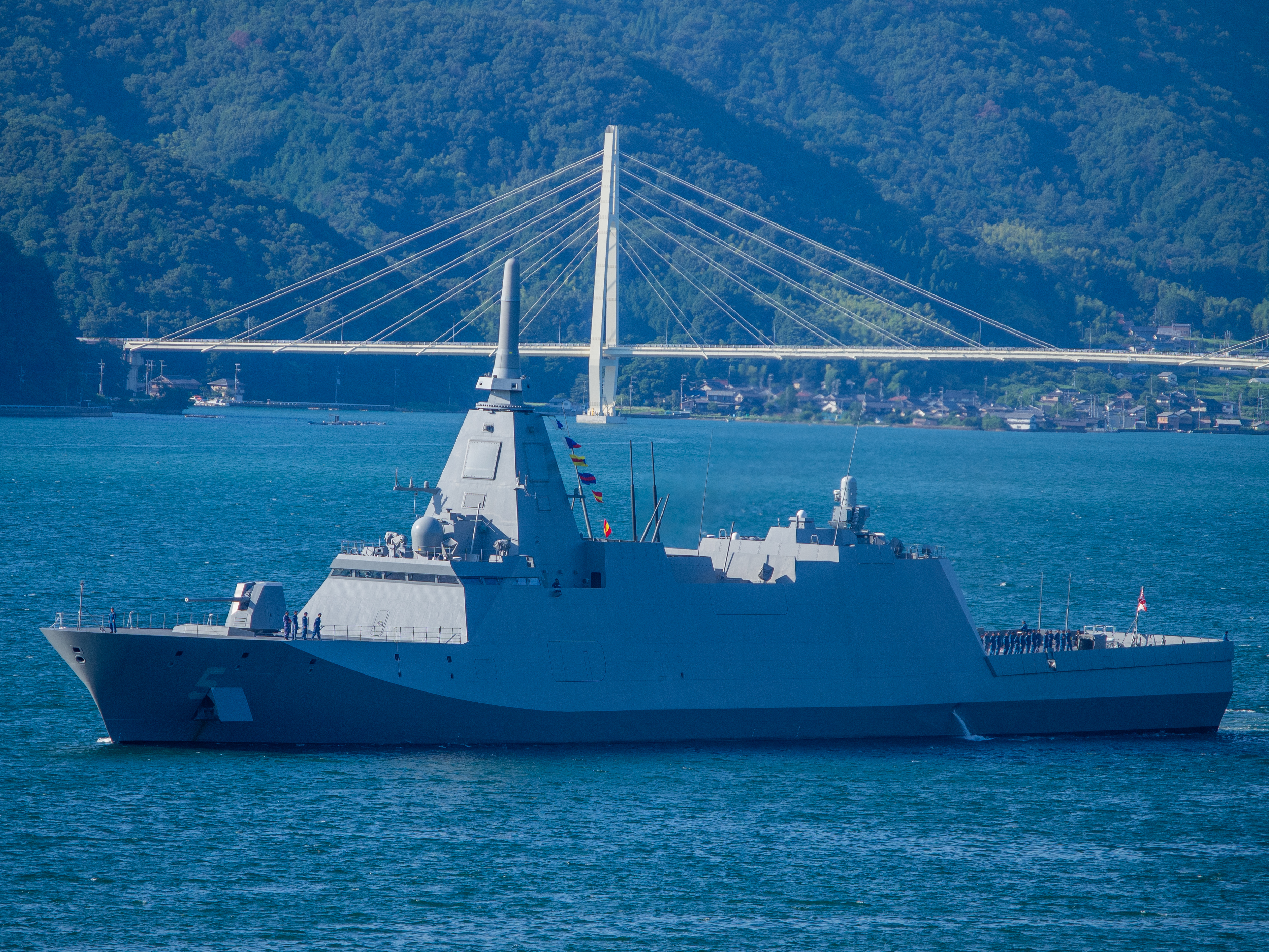
舞鶴港にて。
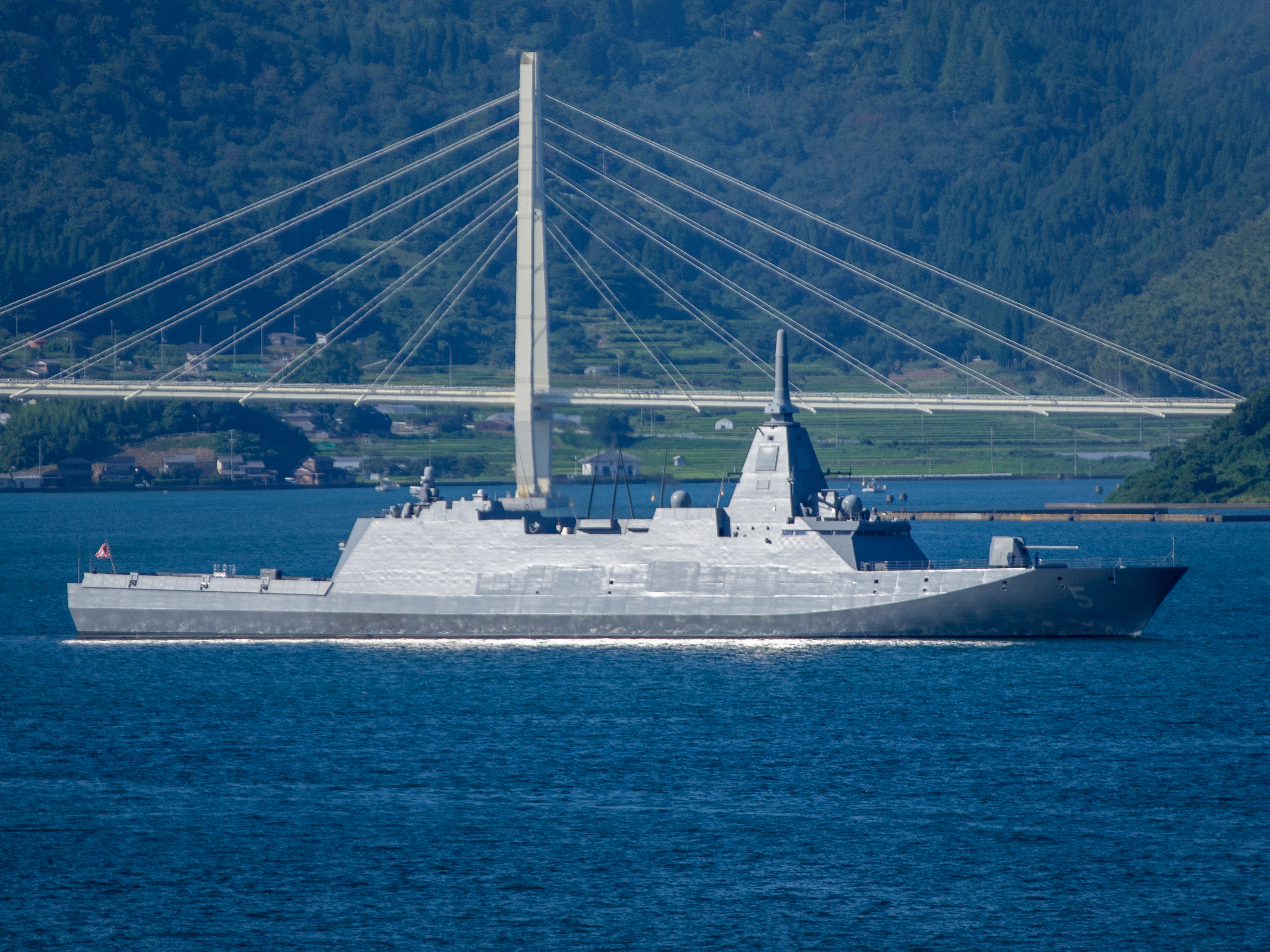
舞鶴港にて。後方の橋は舞鶴クレインブリッジ。
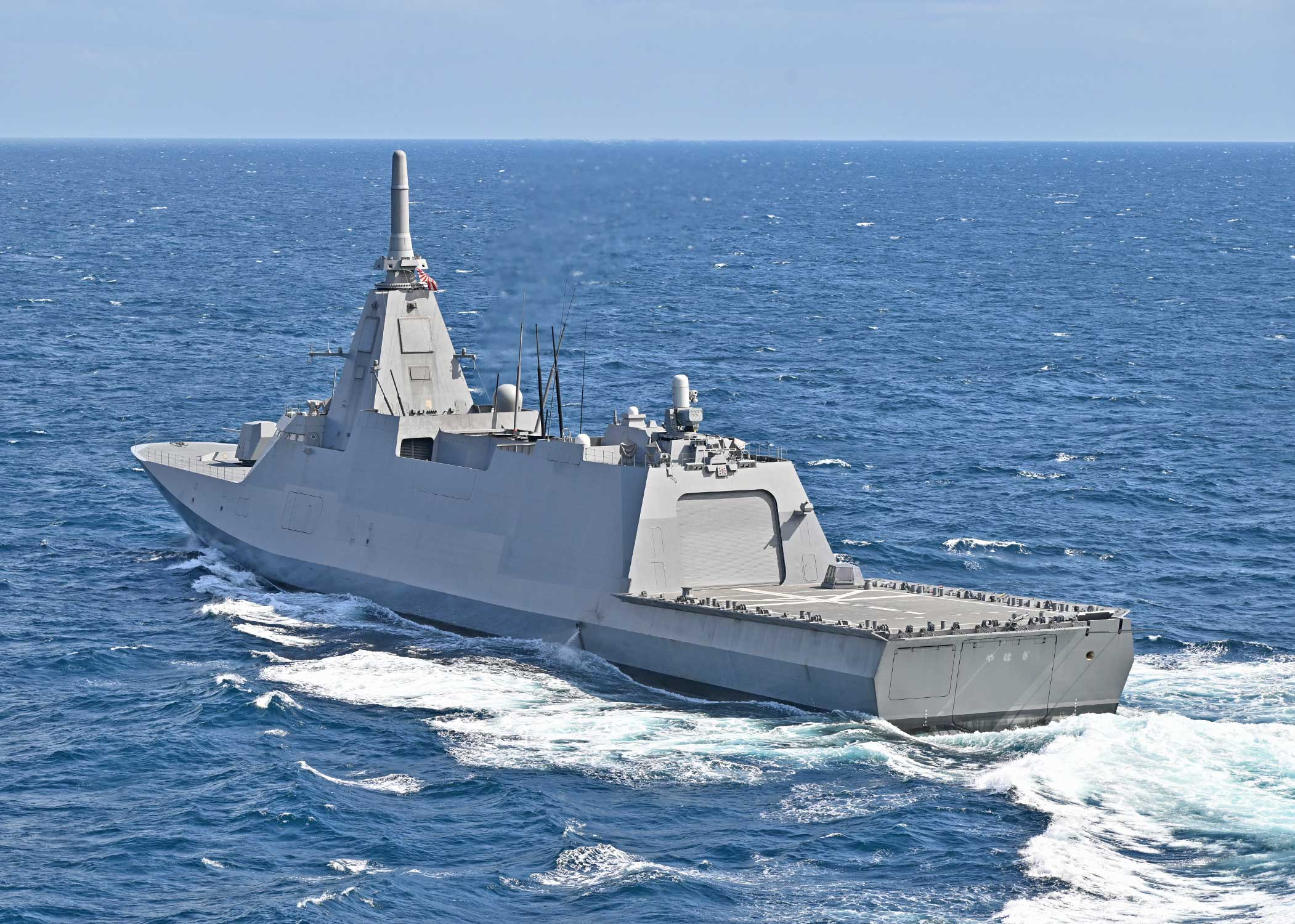
左後方から見た「やはぎ」
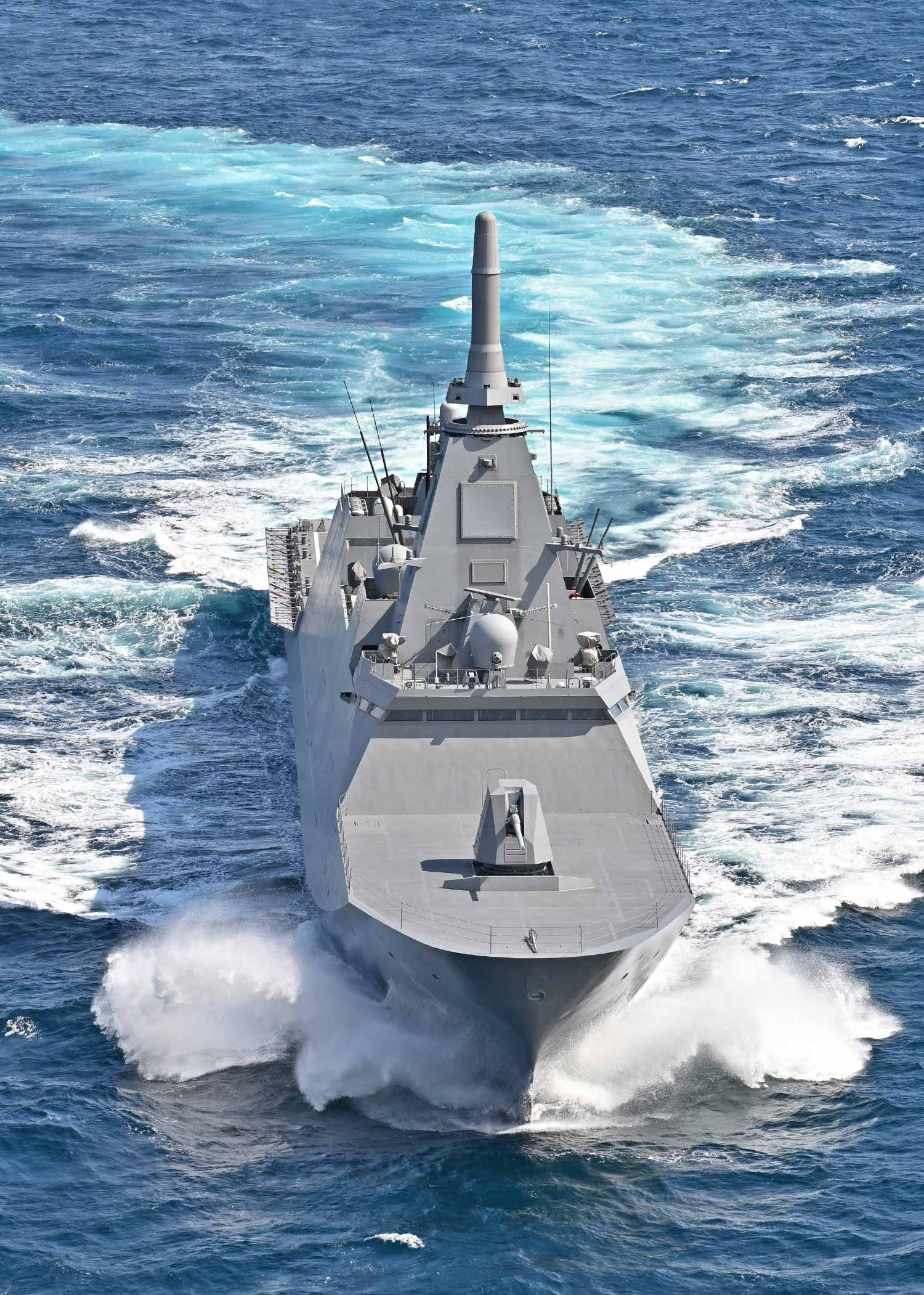
前方から見た「やはぎ」